# Jauchzet dem Herrn, alle Welt
Jauchzet dem Herrn, alle Welt, WoO 28, MWV B 45, ist eine Vertonung des 100. Psalms von Felix Mendelssohn Bartholdy für Doppelchor a cappella. Er schrieb die Motette 1844 für den Königlichen Domchor in Berlin. Es ist Mendelssohns bekannteste Vertonung dieses Textes, der zudem 1847 eine vierstimmige Motette mit englischem Text komponierte, die später Teil der Drei Motetten, op. 69 veröffentlicht wurden, zum Gebrauch in der Liturgie der Church of England bestimmt waren und mit einer Doxologie enden. Eine weitere Vertonung benutzt die Strophenform von Ambrosius Lobwasser, „Ihr Völker auf der Erde all“, in Sieben Psalmen, in denen Mendelssohn Melodien des Genfer Psalters harmonisiert.

## Geschichte
Mendelssohn war bereit, Stücke für unterschiedliche Glaubensrichtungen zu komponieren. Er wurde gebeten, für die Einweihung der neuen Synagoge in Hamburg 1844 Psalmen zu vertonen. Der Bau war die erste Reformsynagoge in Deutschland, betrieben vom Neuen Israelitischen Tempel-Verein. Die Psalmen 24, 84 und 100 waren vorgeschlagen, doch es ist lediglich Korrespondenz erhalten, die Fragen von Text und Besetzung enthält, dagegen keine Komposition.
Der Satz von Psalm 100 in Martin Luthers Übersetzung für Doppelchor wurde für die erneuerte Liturgie am Berliner Dom geschrieben. Friedrich Wilhelm IV. hatte Mendelssohn als Kirchenmusikdirektor von Berlin eingesetzt mit der Aufgabe, eine neue Liturgie einzuführen. Mendelssohn beendete die Psalmkomposition am 1. Januar 1844; sie wurde am folgenden Sonntag nach Epiphanias, dem 7. Januar 1844 erstmals vom Königlichen Domchor öffentlich im Gottesdienst gesungen. 
Erstmals veröffentlicht wurde der Psalm 1856 postum durch Emil Naumann in der Sammlung Psalmen auf alle Sonn- und Fest-Tage des evangel. Kirchenjahres.

## Text und Musik
Der Text ist Psalm 100, auch als Jubilate Deo bekannt, in der deutschen Übersetzung von Martin Luther.
Jauchzet dem Herrn alle Welt.

Dienet dem Herrn mit Freuden.

Kommt vor sein Angesicht mit Frohlocken.

Erkennet, dass der Herre Gott ist.

Er hat uns gemacht, und nicht wir selbst,

zu seinem Volk und zu Schafen seiner Weide.

Gehet zu seinen Toren ein mit Danken,

zu seinen Vorhöfen mit Loben.

Danket ihm, lobet seinen Namen,

denn der Herr ist freundlich

und seine Gnade währet ewig

und seine Wahrheit für und für.
Mendelssohn vertonte den Text in einem Satz, in C-Dur und 4/4-Takt. Er besteht aus drei Abschnitten in unterschiedlichem Tempo, anfangs Andante con moto, im Mittelteil („Gehet zu seinen Toren ein“) Poco lento, und schließlich („Denn der Herr ist freundlich“) Andante. Während die äußeren Abschnitte vierstimmig gehalten sind, sind im Mittelteil acht Stimmen komponiert, aufgeteilt in einen Chor der hohen Stimmen und einen der tiefen Stimmen, die erst im Wechsel, dann zunehmend dichter singen. Dieser Abschnitt ist Solo bezeichnet.
Der erste Psalmvers („Jauchzet …“) ist als kurze Fanfare gesetzt. Der zweite Vers („Dienet …“) beginnt im Kontrast mit den hohen Stimmen unisono und wird weitergeführt von allen Stimmen. Der dritte Vers („Erkennet …“) beginnt in allen Stimmen leise und in tiefer Lage, langsam gesteigert zum Wort „Gott“.
Im Mittelteil (Vers 4, „Gehet …“) beginnt der Männerchor, es folgt ein Wechselgesang mit den hohen Stimmen. Der Gedanke des Dankens beginnt mit zwei Noten im tiefsten Bass, doch dann in allen acht Stimmen gemeinsam.
Der Schlussteil (Vers 5, „Denn der Herr ist freundlich …“) beginnt leise in den Unterstimmen in Homophonie, gesteigert zum Wort „freundlich“, und weiter gesteigert zu „Wahrheit“. Zum Abschluss wird dieser Verlauf mit dem Sopran wiederholt.

## Einspielungen
Aus Anlass von Mendelssohns 200. Geburtstag 2009 brachte der Carus-Verlag Aufnahmen seiner gesamten geistlichen Musik in zwölf Gruppen heraus. Der 100. Psalm ist Teil der 5. Gruppe, 1996 eingespielt vom Kammerchor Stuttgart, geleitet von Frieder Bernius. Ein Rezensent schrieb, dass das Werk abwechslungsreich gesetzt ist, von Laienchören gesungen werden kann und sich als dauerhaft beliebt erwiesen hat.